# Erik Thommesen
Erik Thommesen (Copenhague, 15 de febrero de 1916 - 22 de agosto de 2008) fue un escultor danés y miembro del grupo artístico CoBrA.
Thommesen estudió zoología, pero como artista era autodidacto. Exhibió por primera vez en 1940. 
Tanto Thommesen como su esposa Anna Thommesen recibieron unos de los premios artísticos más prestigiosos de Dinamarca, pero ambos han dejado de llevárselos porque eran fuertemente contrarios del establecimiento artístico danés durante todas sus vidas. Thommesen también fue un debatiente notable, particularmente en la política cultural.
- Datos: Q2866310